# Studienstiftung des deutschen Volkes
Die Studienstiftung des deutschen Volkes e. V. ist das älteste und größte Begabtenförderungswerk in der Bundesrepublik Deutschland und vergibt an besonders begabte Studenten und Doktoranden Stipendien. Sie ist das einzige Werk, bei welchem die Auswahl und Förderung unabhängig von politischen, konfessionellen und weltanschaulichen Vorgaben erfolgt.
Ihre Satzung definiert ihren Zweck als „Förderung der Hochschulbildung junger Menschen, deren hohe wissenschaftliche oder künstlerische Begabung und deren Persönlichkeit besondere Leistungen im Dienst der Allgemeinheit erwarten lassen (...).“ Ihre Geschäftsstelle befindet sich in Bonn, darüber hinaus unterhält sie ein Büro in Berlin. Im Jahr 2024 betrug der Haushalt der Studienstiftung knapp 126 Millionen Euro und sie förderte rund 13.300 Studierende und knapp 1.200 Promovierende. Seit ihrem Bestehen hat sie knapp 100.000 besonders begabte Studenten und Doktoranden unterstützt; Stand 2024 zählte sie mehr als 84.000 Alumni weltweit.
Die Aufnahme in die Studienstiftung ist sehr kompetitiv. Weniger als 0,6 % aller deutschen Studenten werden von der Studienstiftung gefördert. Seit April 2017 ist Bundespräsident Frank-Walter Steinmeier Schirmherr der Studienstiftung und setzt damit die Tradition der Bundespräsidenten seit Richard von Weizsäcker 1984 fort.

## Geschichte

Ehemaliges Logo mit Daidalos-Kopf

Im Jahr 1925 in Dresden zunächst als Abteilung innerhalb der Wirtschaftshilfe der Deutschen Studentenschaft e. V. gegründet, wurde die Studienstiftung des Deutschen Volkes in der Zeit des Nationalsozialismus 1934 aufgelöst und durch die Reichsförderung des Reichsstudentenwerks (RSW) ersetzt. 1948 erfolgte die Neugründung als Studienstiftung des deutschen Volkes in der Rechtsform eines eingetragenen Vereins (e. V.) in Köln. Zusätzlich zu den Förderprogrammen auf Bundesebene führt die Studienstiftung seit 2005 das Max Weber-Programm zur Hochbegabtenförderung nach dem Bayerischen Eliteförderungsgesetz durch.
| Vorstandsvorsitzende | Amtszeit  |
| -------------------- | --------- |
| Peter van Aubel      | 1948–1959 |
| Theodor Pfizer       | 1959–1979 |
| Werner Maihofer      | 1980–1982 |
| Manfred Eigen        | 1982–1993 |
| Helmut Altner        | 1993–2003 |
| Gerhard Roth         | 2003–2011 |
| Reinhard Zimmermann  | 2011–2023 |
| Michael Hoch         | 2023–     |

| Generalsekretär:innen | Amtszeit  |
| --------------------- | --------- |
| Heinz Haerten         | 1948–1970 |
| Hartmut Rahn          | 1970–1995 |
| Gerhard Teufel        | 1995–2012 |
| Annette Julius        | 2012–     |

## Aufnahme in die Studienstiftung
Die Studienstiftung des deutschen Volkes fördert besonders begabte Studenten und Doktoranden. Die Auswahl orientiert sich an dem Leitbild der Studienstiftung, das die Kriterien Leistung, Initiative und Verantwortung ausführt. Eine Aufnahme kann über verschiedene Wege erfolgen:
1. Schulvorschlag: Die Schulleitung eines Gymnasiums oder einer anderen Schulform mit gymnasialer Oberstufe kann pro 30 Abiturienten einen Schüler für die Aufnahme in die Studienstiftung vorschlagen, der sich durch herausragende Leistungen in fachlicher Hinsicht, aber auch durch gesellschaftliches Engagement hervorgetan hat. Die vorgeschlagenen Abiturienten besuchen ein dreitägiges Auswahlseminar, bei dem in Einzelgesprächen und Gruppendiskussionen die Förderungswürdigkeit der angehenden Studenten festgestellt wird. Von den Vorgeschlagenen wurden im Auswahljahr 2024 27,7 % in die Studienstiftung aufgenommen. Für die Aufnahme gibt es keine festen Aufnahmequoten.
2. Vorschlag durch Hochschullehrer: Studenten an Universitäten und Fachhochschulen können direkt von Professoren für die Förderung vorgeschlagen werden. Es folgt auch hier ein Auswahlseminar. Im Auswahljahr 2024 wurden 42,0 % der von Hochschullehrern an Universitäten vorgeschlagenen Studierenden aufgenommen, während 38,5 % der von Fachhochschulen vorgeschlagenen Bewerber eine Aufnahme erhielten.
3. Prüfungsamtvorschlag: An Universitäten und Fachhochschulen kann pro 50 Studenten ein Student im zweiten Studienjahr vorgeschlagen werden. Ein Professor muss den Vorschlag unterstützen. Das Auswahlseminar ist ähnlich organisiert wie in der Abiturientenauswahl, wobei eines der zwei Einzelgespräche fachnah gestaltet ist und die Studieninhalte und -schwerpunkte in den Blick nimmt. Im Jahr 2024 wurden 17,8 % der durch die Prüfungsämter der Fachhochschulen vorgeschlagenen Studierenden in die Förderung aufgenommen; bei den von Universitätsprüfungsämtern Vorgeschlagenen lag der Anteil bei 24,3 %.
4. Eine Selbstbewerbung für ein Stipendium ist seit Februar 2010[9] möglich. Studenten im ersten und zweiten Studiensemester können sich jeweils im Januar/Februar zum Auswahltest der Studienstiftung anmelden; der Test wird bundesweit in verschiedenen Testzentren angeboten. Das beste Drittel der Teilnehmenden erhält eine Einladung zum Auswahlseminar. Während durch den Auswahltest die kognitive Leistungsfähigkeit festgestellt wird, stehen beim Auswahlseminar neben den intellektuellen Fähigkeiten auch die Leistungsbereitschaft, ein breites Interessensspektrum, gesellschaftliches Engagement und soziale Kompetenz im Vordergrund, die durch persönliche Gespräche und Gruppendiskussionen ermittelt werden.
5. Preisträger eines Bundes- oder Landeswettbewerbes bzw. Vorschlag durch ausgewählte Kooperationspartner: Preisträger bzw. Teilnehmer unterschiedlicher Wettbewerbe auf Bundes-, Landes- sowie internationaler Ebene (z. B. Bundeswettbewerb Informatik, Bundeswettbewerb Mathematik, Bundeswettbewerb Fremdsprachen, Jugend forscht, Jugend debattiert, Internationale Mathematik-Olympiade, Internationale Physik-Olympiade, Altsprachenwettbewerb des Landes Baden-Württemberg Humanismus heute) werden in die Studienstiftung aufgenommen. Darüber hinaus können Kooperationspartner (z. B. die START-Stiftung oder das NRW-Zentrum für Talentförderung) Kandidaten für die Förderung vorschlagen.
6. Vorschlag durch Alumni: Alumni der Studienstiftung können geeignete Studenten, die sie aus dem Schul- oder Hochschulunterricht persönlich kennen, für ein Stipendium vorschlagen.
7. Musiker- oder Künstlerförderung: Studenten aus den Fächern Bildende Kunst, Musik und Darstellende Künste können von ihren Hochschulen nach einer hochschulinternen Vorauswahl für die Teilnahme an einem Auswahlseminar der Studienstiftung nominiert werden.
8. Promotionsförderung: Fachlich exzellente[10] und gesellschaftlich engagierte Doktoranden können gemeinsam mit dem Betreuer einen Antrag auf die Förderung ihrer Promotion stellen. Voraussetzungen sind ein weit überdurchschnittliches Studium, breite Interessen und ein wissenschaftlich ausgesprochen anspruchsvolles und innovatives Promotionsprojekt.[11]

Geschieht die Aufnahme vor Abschluss des vierten Semesters, so gilt die Förderzusage in der Regel bis zum Ende des sechsten Studiensemesters. Ob die Förderung darüber hinaus verlängert wird, wird in der Regel auf der Grundlage der Studienleistungen der ersten vier Semester entschieden und dabei überprüft, ob die zu Beginn des Studiums aufgenommenen Stipendiaten in ihrem Fach und Jahrgang zu den besten 10 bis 15 % der Studenten gehören. In Zweifels- und Grenzfällen können dabei neben den Studienleistungen weitere Aspekte – etwa ein außergewöhnliches außerfachliches Engagement oder besondere persönliche Lebensumstände – den positiven Ausschlag für eine Weiterförderung geben. Nach erfolgreichem Antrag auf Weiterförderung wird die Förderung über das 6. Semester hinaus bis zum Studienabschluss (etwa Master oder Staatsexamen in Regelstudienzeit) zugesagt. 2024 wurden 93,4 % der Anträge auf Weiterförderung positiv entschieden.

## Finanzierung
Die Studienstiftung des deutschen Volkes wird hauptsächlich aus öffentlichen Mitteln finanziert. Das Bundesministerium für Forschung, Technologie und Raumfahrt ist mit einem Anteil von rund 90 % am Gesamtbudget der größte Geldgeber. Daneben setzt sich das Budget wie folgt zusammen (Stand 2023):
- 4 % aus Zuschüsse von Ländern und Kommunen und vom Bundesministerium für Wirtschaft und Energie
- 2 % von Kooperationsprogrammen, Stiftungen und Unternehmen
- 5 % vom Bayerischen Staatsministerium für Wissenschaft und Kunst (für die Durchführung des Max Weber-Programms)
- 2 % aus Teilnahmebeiträgen
- 0,4 % von Spendern

## Förderung
Die Studienstiftung fördert ihre Stipendiaten sowohl finanziell als auch ideell.

### Finanzielle Förderung
Die finanzielle Förderung beläuft sich auf eine Studienkostenpauschale (im Jahr 2008 betrug diese 80 Euro/Monat, von 2011 bis 2013 150 Euro; im September 2013 wurde sie auf 300 Euro/Monat erhöht) sowie auf ein Grundstipendium, das sich etwa an den Sätzen des BAföG orientiert, jedoch nach dem Studium nicht zurückzuzahlen ist. Seit Oktober 2006 wird außerdem das Vermögen des Stipendiaten auf die Höhe des Stipendiums angerechnet. Hinzu können weitere Komponenten kommen, etwa eine Kinderbetreuungspauschale von 160 Euro monatlich für jedes Kind, das das 10. Lebensjahr noch nicht vollendet hat und im Haushalt lebt, sowie ein Zuschlag zur Kranken- und Pflegeversicherung von bis zu 137 Euro.
Doktoranden erhalten ein monatliches Stipendium von 1.550 Euro; hinzu kommt in der Regel eine monatliche Forschungskostenpauschale von 100 Euro. Die Gesamthöhe des Stipendiums wurde gemäß Beschluss des BMBF im Jahr 2025 nochmals um weitere 100 Euro auf 1.750 Euro erhöht.
Doktoranden mit Kindern erhalten ergänzend Familien- und Kinderbetreuungszuschläge in Höhe von monatlich 155 Euro für das erste und 50 Euro für jedes weitere Kind. Damit orientiert sich die finanzielle Förderung an den Richtlinien des Bundesministeriums für Bildung und Forschung (BMBF).
Seit September 2017 kann die Studienstiftung ihre Doktoranden mit einem Zuschuss zur Krankenversicherung unterstützen: Doktoranden ohne Pflichtmitgliedschaft in der gesetzlichen Krankenversicherung (die bei einem Teil der Geförderten etwa über eine Viertelstelle in Forschung und Lehre besteht) können nun eine Zuwendung in Höhe von 50 % der nachgewiesenen Versicherungskosten beantragen. Der Höchstbetrag für den Zuschuss liegt pro Person bei 100 Euro im Monat.
Auslandsaufenthalte werden zusätzlich durch Stipendien bzw. Auslandszulagen und der Teilübernahme von Studiengebühren gefördert. Nach § 3 Nr. 11 Einkommensteuergesetz (EStG) sind Zahlungen aus dem Stipendium steuerfrei.

### Ideelle Förderung
Zum ideellen Förderprogramm gehören Sommerakademien, Wissenschaftliche Kollegs, Sprachkurse, Kurztagungen sowie die Betreuung durch örtliche Vertrauensdozenten, die diese Aufgabe ehrenamtlich für die Studienstiftung übernehmen. Die Stipendiaten müssen in den frühen Fachsemestern (i. d. R. bis zum Ende des vierten Fachsemesters) jedes Semester, danach jedes Jahr, einen Bericht über ihr Studium und ihr sonstiges Engagement verfassen. Darüber hinaus haben die Geförderten und Alumni die Möglichkeit, eigene Tagungen und weitere Veranstaltungen selbständig zu entwickeln und umzusetzen.

### Weitere Stipendienprogramme
Neben der regulären Förderung gibt es weitere Stipendienprogramme, die teils in Kooperation mit anderen Organisationen durchgeführt und finanziert werden. Diese gliedern sich in interne Programme, auf die sich nur Geförderte innerhalb der Studienstiftung (sowie teilweise Alumni) bewerben können sowie offene Programme, auf die sich auch Studenten außerhalb der Studienstiftung bewerben können. Bekannte offene Stipendienprogramme sind etwa das McCloy Academic Scholarship Program, das ERP-Stipendienprogramm, das Carlo-Schmid-Programm und das Mercator Kolleg für Internationale Aufgaben.
Im musikalischen Bereich werden etwa in Kooperation mit dem Beethoven-Haus Residenzstipendien für junge durch die Studienstiftung geförderte Komponisten vergeben.

## Zahlen
- 2024 erhielten 72,0 % der Stipendiaten ausschließlich eine Studienkostenpauschale in Höhe von 300 Euro, 16,0 % ein Teilstipendium und 11,9 % ein Vollstipendium.[12]
- Die Studienstiftung des deutschen Volkes wurde 2023 zu rund 90 % aus öffentlichen Mitteln finanziert, wobei der größte Anteil vom Bundesministerium für Bildung und Forschung bereitgestellt wurde.
- Die Studienstiftung hat in den vergangenen Jahren den Anteil von Studenten aus nicht-akademischen Elternhäusern und von Studenten mit Migrationshintergrund gesteigert: Im Jahr 2024 stammen 27,1 % der Stipendiaten aus einem nicht-akademischen Elternhaus und 21,2 % haben einen Migrationshintergrund
- Der Anteil an Frauen in der Grundförderung lag 2024 bei 55,0 %[12], der Anteil der Frauen in der Promotionsförderung bei 52,3 %.[12]

| Jahr | Studium | Promotion | Gesamt | Anteil | Anzahl Studenten in Deutschland |
| ---- | ------- | --------- | ------ | ------ | ------------------------------- |
| 2007 | 8.438   | 1.080     | 9.518  | 0,49 % | 1.941.405                       |
| 2008 | 10.030  | 1.194     | 11.224 | 0,55 % | 2.025.307                       |
| 2009 | 11.482  | 1.211     | 12.693 | 0,60 % | 2.121.178                       |
| 2010 | 11.336  | 1.303     | 12.639 | 0,57 % | 2.217.294                       |
| 2011 | 11.123  | 1.350     | 12.473 | 0,52 % | 2.380.974                       |
| 2012 | 11.373  | 1.274     | 12.647 | 0,51 % | 2.499.409                       |
| 2013 | 11.195  | 1.273     | 12.468 | 0,48 % | 2.616.881                       |
| 2014 | 11.858  | 1.184     | 13.042 | 0,48 % | 2.698.910                       |
| 2015 | 12.158  | 1.141     | 13.299 | 0,48 % | 2.757.799                       |
| 2016 | 12.879  | 1.156     | 14.035 | 0,50 % | 2.807.010                       |
| 2017 | 12.749  | 1.202     | 13.951 | 0,49 % | 2.844.978                       |
| 2018 | 12.752  | 1.270     | 14.022 | 0,49 % | 2.868.222                       |
| 2019 | 12.953  | 1.321     | 14.427 | 0,50 % | 2.891.049                       |
| 2020 | 13.402  | 1.393     | 14.795 | 0,50 % | 2.944.145                       |
| 2021 | 14.241  | 1.426     | 15.667 | 0,53 % | 2.941.915                       |
| 2022 | 13.902  | 1.359     | 15.261 | 0,52 % | 2.920.263                       |
| 2023 | 13.626  | 1.262     | 14.888 | 0,52 % | 2.869.500                       |
| 2024 | 13.305  | 1.225     | 14.530 | 0,51 % | 2.868.311                       |

| Universität                           | Studierende im WS 2023/24 | geförderte Studierende Anzahl | geförderte Studierende in % |
| ------------------------------------- | ------------------------- | ----------------------------- | --------------------------- |
| Universitäten                         |                           |                               |                             |
| Ruprecht-Karls-Universität Heidelberg | 29.534                    | 662                           | 2,24                        |
| Albert-Ludwigs-Universität Freiburg   | 24.197                    | 319                           | 1,32                        |
| Universität Lübeck                    | 5.958                     | 60                            | 1,01                        |
| Medizinische Hochschulen              |                           |                               |                             |
| Medizinische Hochschule Hannover      | 3.923                     | 75                            | 1,91                        |
| Charité Berlin                        | 9.709                     | 147                           | 1,51                        |
| Private Hochschulen                   |                           |                               |                             |
| Bucerius Law School                   | 849                       | 65                            | 7,66                        |
| Hertie School of Governance           | 716                       | 15                            | 2,09                        |
| Zeppelin Universität Friedrichshafen  | 667                       | 8                             | 1,20                        |
| Universität Witten/Herdecke           | 3.126                     | 32                            | 1,02                        |

## Bekannte ehemalige Stipendiaten
Eine Übersicht bekannter ehemaliger Stipendiaten findet sich unter Liste ehemaliger Stipendiaten der Studienstiftung des deutschen Volkes.

## Auszeichnungen
Neben ihren Stipendien vergibt die Studienstiftung verschiedene Auszeichnungen:
- Engagementpreis der Studienstiftung, seit 2014 bzw. 2015
- Promotionspreis in den Geistes- und Gesellschaftswissenschaften (Johannes-Zilkens-Promotionspreis), seit 2012
- Promotionspreis in den Mathematik, Natur- und Ingenieurwissenschaften (Friedrich-Hirzebruch-Promotionspreis), seit 2014
- Promotionspreis in den Geisteswissenschaften (Lieselotte Pongratz-Promotionspreis), seit 2022
- Daidalos-Medaille und Daidalos-Münze, für besondere Verdienste um die Studienstiftung.

Die Promotionspreise werden nur für von der Studienstiftung geförderte Dissertationen vergeben.